# إل جاي إن
إل جاي إن للألعاب المحدودة (بالإنجليزية: LJN)‏، هي شركة أمريكية سابقة كانت تنتج ألعاب الأطفال وأيضا ألعاب الفيديو، وكانت مكاتبها الرئيسية تقع في مدينتي نيويورك ونيوجيرسي. تأسست عام 1970، وأستحوذت عليها شركة إم سي أي عام 1985، إلى أن بيعت عام 1990، وأغلقت عام 1994 من طرف أكليم إنترتينمينت. 